# Sergio Lozano (calciatore 1999)
Sergio Lozano Lluch (Benimuslem, 24 marzo 1999) è un calciatore spagnolo, centrocampista del Levante.

## Carriera

### Club
Cresciuto nel settore giovanile del Villarreal, ha esordito in prima squadra il 7 dicembre 2017, nella partita di Europa League persa per 0-1 contro il Maccabi Tel Aviv. Utilizzato poi prevalentemente con la seconda squadra del club, il 13 agosto 2020 viene ceduto in prestito al FC Cartagena, facendo tuttavia ritorno al Villarreal B nel mese di dicembre. Diventato in seguito uno dei giocatori più rappresentativi della squadra, con cui conquista anche la promozione in Segunda División, il 6 luglio 2023 si trasferisce al Levante, con cui firma un triennale.

### Nazionale
Ha giocato nella nazionale spagnola Under-16.

## Statistiche

### Presenze e reti nei club
Statistiche aggiornate al 1º febbraio 2024.
| Stagione            | Squadra             | Campionato          | Campionato | Campionato | Coppe nazionali | Coppe nazionali | Coppe nazionali | Coppe continentali | Coppe continentali | Coppe continentali | Altre coppe | Altre coppe | Altre coppe | Totale | Totale |
| Stagione            | Squadra             | Comp                | Pres       | Reti       | Comp            | Pres            | Reti            | Comp               | Pres               | Reti               | Comp        | Pres        | Reti        | Pres   | Reti   |
| ------------------- | ------------------- | ------------------- | ---------- | ---------- | --------------- | --------------- | --------------- | ------------------ | ------------------ | ------------------ | ----------- | ----------- | ----------- | ------ | ------ |
| feb. 2017           | Villarreal B        | SDB                 | 1          | 0          | -               | -               | -               | -                  | -                  | -                  | -           | -           | -           | 1      | 0      |
| 2017-2018           | Villarreal B        | SDB                 | 8          | 0          | -               | -               | -               | -                  | -                  | -                  | -           | -           | -           | 8      | 0      |
| 2018-2019           | Villarreal B        | SDB                 | 7          | 0          | -               | -               | -               | -                  | -                  | -                  | -           | -           | -           | 7      | 0      |
| 2019-2020           | Villarreal B        | SDB                 | 26         | 6          | -               | -               | -               | -                  | -                  | -                  | -           | -           | -           | 26     | 6      |
| 2017-2018           | Villarreal          | PD                  | -          | -          | CR              | -               | -               | UEL                | 1                  | 0                  | -           | -           | -           | 1      | 0      |
| 2019-2020           | Villarreal          | PD                  | 0          | 0          | CR              | 1               | 0               | -                  | -                  | -                  | -           | -           | -           | 1      | 0      |
| Totale Villarreal   | Totale Villarreal   | Totale Villarreal   | 0          | 0          |                 | 1               | 0               |                    | 1                  | 0                  |             | -           | -           | 2      | 0      |
| ago.-dic. 2020      | FC Cartagena        | SD                  | 5          | 0          | CR              | 0               | 0               | -                  | -                  | -                  | -           | -           | -           | 5      | 0      |
| dic. 2020-2021      | Villarreal B        | SDB                 | 14         | 4          | -               | -               | -               | -                  | -                  | -                  | -           | -           | -           | 14     | 4      |
| 2021-2022           | Villarreal B        | PF                  | 32+2       | 9          | -               | -               | -               | -                  | -                  | -                  | -           | -           | -           | 34     | 9      |
| 2022-2023           | Villarreal B        | SD                  | 28         | 5          | -               | -               | -               | -                  | -                  | -                  | -           | -           | -           | 28     | 5      |
| Totale Villarreal B | Totale Villarreal B | Totale Villarreal B | 116+2      | 24         |                 | -               | -               |                    | -                  | -                  |             | -           | -           | 118    | 24     |
| 2023-2024           | Levante             | SD                  | 20         | 1          | CR              | 0               | 0               | -                  | -                  | -                  | -           | -           | -           | 20     | 1      |
| Totale carriera     | Totale carriera     | Totale carriera     | 141+2      | 25         |                 | 1               | 0               |                    | 1                  | 0                  |             | -           | -           | 145    | 25     |

## Palmarès

### Club

#### Competizioni nazionali
- Segunda División: 1

Levante: 2024-2025